# Nyctemera mulleri
Nyctemera mulleri là một loài bướm đêm thuộc phân họ Arctiinae, họ Erebidae.